# 1703 au théâtre
| Années du théâtre : 1700 - 1701 - 1702 - 1703 - 1704 - 1705 - 1706    |
| Décennies du théâtre : 1670 - 1680 - 1690 - 1700 - 1710 - 1720 - 1730 |

## Pièces de théâtre publiées
- La Pénitente juste (The Fair Penitent), tragédie féminine de Nicholas Rowe, Londres, Jacob Tonson (lire en ligne).

## Pièces de théâtre représentées
- 20 juin : Suicides d'amour à Sonezaki, pièce de théâtre bunraku de Chikamatsu Monzaemon, Osaka, Takemoto-za.
- 16 novembre : L’Andrienne, comédie de Michel Baron d'après l'Andria de Térence, Paris, Comédie-Française.
- Le Faux Honnête-Homme de Charles Dufresny
- Cornélie de Marie-Anne Barbier

## Naissances
- 7 septembre : Jean Monnet, directeur de théâtre français, auteur de mémoires sur la vie théâtrale en France au XVIIIe siècle, mort en 1785.
- 25 ou 26 novembre : Theophilus Cibber, acteur et auteur dramatique anglais, mort en octobre 1758.
- Date précise non connue :
  - Sylvain Ballot de Sauvot, avocat et homme de lettres amateur français, librettiste pour Jean-Philippe Rameau, mort en décembre 1760.

## Décès
- 3 septembre (inhumation) : Marie Claveau, dite Mademoiselle Du Croisy, actrice française, née en 1619.